# August Gremli
August Gremli (15 de marzo de 1833 – 30 de marzo de 1899) fue un médico y botánico suizo, nacido en Kreuzlingen.
Estudió medicina en Berlín y en Múnich, para luego trabajar como aprendiz de farmacia en Karlsruhe. Desde 1876 fue curador en el herbario del botánico Émile Burnat (1828-1920) en Nant, Vevey. Falleció en Kreuzlingen el 30 de marzo de 1899.
Gremli publicó varias obras sobre la flora de Suiza, incluyendo en 1867 Excursionsflora für die Schweiz, que sería más tarde traducida al inglés. Además fue colaborador con Burnat en un número de ensayos sobre la flora de los Alpes marítimos.

## Algunas publicaciones
- Excursionsflora für die Schweiz, 1867 (5ª edición traducida al inglés por Leonard W. Paitson como "The Flora of Switzerland" 1888) Edición reimpresa de BiblioBazaar, 504 pp. 2011 ISBN 1179624467

- Beiträge zur Flora der Schweiz (Contribuciones a la Flora de Suiza), 1870

- Les roses des Alpes Maritimes: Études sur les roses qui croissent spontanément dans la chaine des Alpes Maritimes et le Département franc̜ais de ce nom. Con Émile Burnat. Editor H. Georg, 136 pp. 1879

- Neue Beiträge zur Flora der Schweiz (Nuevas Contribuciones a la Flora de Suiza), 1880-1890

- Supplément a la monographie des Roses des Alpes Maritimes: additions diverses, observations sur le fascicule VI des Primitiae de M. Crépin. Con Emile Burnat. Editor H. Georg, 84 pp. 1883

- Observations sur quelques roses de l'Italie: Roses de la Sicile décrites par Gussone, espèces ou sous-espèces nouvelles pour la Sicile, trois roses de l'herbier général de Gussone, identité des Rosa agrestis Savi et R. sepium Thuillier, observations de M. F. Crépin et additions. Con Émile Burnat. Editor H. Georg, 52 pp. 1886

- The flora of Switzerland for the use of tourists and field-botanists. Editor D. Nutt, 454 pp. 1889

## Honores

### Eponimia
- (Asteraceae) Taraxacum gremlii Appel ex Nageli & Wehrli[1]

- (Brassicaceae) Dentaria gremlii Rouy & Foucaud[2]

- (Brassicaceae) Noccaea × gremliana (Thell.) F.K.Mey.[3]

- (Brassicaceae) Thlaspi gremlianum Thell.[4]

- (Fabaceae) Astragalus gremlii Burnat[5]

- (Rosaceae) Potentilla gremlii Zimm.[6]

- (Scrophulariaceae) Euphrasia gremlii Wettst.[7]